# Riacho Zororó
O riacho Zororó é um curso de água brasileiro que banha o estado do Paraná.